# 納弗沙島
納弗沙島（英語：Navassa Island；海地克里奧爾語：Lanavaz）是加勒比海無人居住的小島，目前為美國的非建制領土，海地亦宣稱擁有主權。

## 地理
納弗沙島面積大約5.2平方公里（2平方英里）。島的經度和緯度是西經75°2'，北緯18°25'。
納弗沙島的地形大多是裸露的岩石，但有足夠的草地支持岛上的山羊生存。